# 大瀑布市前哨戰
大瀑布市前哨戰（Great Falls Skirmish）發生於1861年7月7日。

## 戰事
一支人數眾多的邦聯軍隊在大瀑布市附近突擊路過的聯邦軍隊(包括了第2、3、5和8營)。南軍的炮火擊中了不少建築物，但始終不能給予北軍一個致命傷，相反有12人在北軍以火炮反擊時喪生。而北軍一直只有兩人陣亡;且根據雙方之紀錄，是次前哨戰中並沒有人受傷。(有另一說法稱該次前哨戰沒有造成傷亡。)

## 現在
大瀑布市現在成了一個小型的旅遊區，保留及重建了1860年代的主要建築。